# Isabel Salinas García
María Isabel Salinas García (Níjar, 23 de juny de 1966) és una política socialista andalusa. El 1988 va obtenir el diploma en dansa flamenca i treballà com a professora, alhora que estudiava dret.
Militant del PSOE, de 1992 a 2000 fou membre de la Comissió Executiva Provincial del PSOE d'Almeria. De 1991 a 2000 fou regidora de l'ajuntament de Níjar i fou escollida diputada per la província d'Almeria a les eleccions generals espanyoles de 1996. De 1996 a 2000 fou Vocal de la Comissió d'Agricultura, Ramaderia i Pesca, i de 1996 a 1998 de la Comissió Mixta dels Drets de la Dona del Congrés dels Diputats.
De 1996 a 2000, endemés, fou membre de la Comissió Executiva Regional del PSOE d'Andalusia i de 2000 a 2004 del Comitè Federal del PSOE. De 2000 a 2004 també fou Delegada Provincial de Cultura de la Junta d'Andalusia. Deixà aquest càrrec quan fou escollida diputada a les eleccions al Parlament Europeu de 2004. De 2004 a 2009 ha format part de la Comissió d'Agricultura i Desenvolupament Rural i de la Delegació del Parlament Europeu per a les Relacions amb Mercosur. En 2009 fou nomenada secretària general d'Agricultura, Ramaderia i Desenvolupament Rural de la Junta d'Andalusia.